# Treron psittaceus
Treron psittaceus là một loài chim trong họ Columbidae.